# 532 Herculina
Az 532 Herculina kisbolygó az S típusú kisbolygók közé tartozik. Max Wolf német csillagász fedezte föl 1904. április 20-án. Pályájának félnagytengelye 2,77 CsE. Excentricitása 0,177, pályahajlása i=16,30°, keringési ideje 4,62 év.

## Fizikai jellemzői
A Herculina kisbolygó a 20 legnagyobb méretű kisbolygó közé tartozik. Fénygörbéje bonyolult alakjára engedett következtetni. Az égitest alakját közelítő háromtengelyű ellipszoid mérete: 260 x 220 x 215 km. A legújabb fotometriai vizsgálatok alapján egy nagy kráter található a kisbolygón.

## Holdja
A SAO 1220774 jelzésű csillaggal történt fedése alkalmával, 1978-ban fölfedezték, hogy kísérő holdacska található mellette. A holdacska egy 45 kilométer átmérőjű test, amely mintegy 1,000 kilométeres távolságban kering a Herculina körül. Az 1993-ban a Hubble Space Telescopepal történt megerősítő észlelés során azonban a kísérőt nem találták meg.

## Külső hivatkozások
- Pályaelemek a (532) Herculina kisbolygóról, 1904-es közlés
- Az 532 Herculina kisbolygó okkultáció idején fölfedezett kísérőjéről
- Pályaszimuláció from JPL (Java) /
- Ephemeris
- Az 532 Herculina kisbolygó adatai a JPL adatbázisában